# Kitarō
Masanori Takahashi (jap. 高橋 正則 Takahashi Masanori; znany jako Kitarō, 喜多郎, ur. 4 lutego 1953 w Toyohashi) – japoński muzyk, kompozytor, multiinstrumentalista, twórca muzyki filmowej, komponujący muzykę z gatunku new age.

## Życiorys
Kitarō zainteresował się muzyką jako nastolatek. Będąc pod wpływem amerykańskiego rhythm and bluesa, nauczył się grać na gitarze. Zainspirowany muzyką Otisa Reddinga grał covery popularnych przebojów amerykańskich. W czasie swojej podróży do Niemiec w 1972 roku zapoznał się z burzliwie rozwijającą się sceną elektronicznego rocka. W szczególności zainspirował go Klaus Schulze, z którym Kitarō nawiązał bliskie kontakty. 
Po powrocie do Japonii Kitarō założył zespół The Far East Family Band, który uznawany jest za pierwszą progresywną grupę pochodzącą z Japonii. Grupa nagrała kilka albumów w stylu space rockowym, wyraźnie wzorowanych na muzyce Tangerine Dream i wczesnego Pink Floyd. Osobiste inspiracje Kitarō nie pokrywały się jednak z dążeniami grupy. Kitarō postanowił podążyć śladami swojego mistrza Klausa Schulzego ścieżkami solowej kariery. 
W latach 1975–1980 nagrał kilka interesujących albumów zawierających muzykę elektroniczną. Prawdziwą sławę i uznanie przyniosła Kitarō muzyka skomponowana do japońskiego filmu dokumentalnego Jedwabny szlak (Silk Road), który był wyświetlany przez wiele stacji telewizyjnych na całym świecie. Od tego czasu Kitarō stał się gwiazdą na skalę globalną. Pozycję tę utrzymał na całe dziesięciolecia. Jest ponadto autorem ścieżek dźwiękowych do kilku filmów, m.in. Heaven & Earth (za którą otrzymał prestiżową nagrodę Złoty Glob), Siostry Soong, a także anime Queen of Millenia i Ninja Scroll. Był wielokrotnie nominowany do nagrody Grammy, którą ostatecznie przyznano mu za album Thinking of You.
W 1992 roku wraz z gitarzystą Marty Friedmanem, znanym z zespołu Megadeth, nagrał album Scenes.

## Dyskografia
- 1978 Ten Kai Astral Trip
- 1979 The Full Moon Story
- 1979 Oasis
- 1979 From the Full Moon Story
- 1980 Silk Road vol. 1
- 1980 Silk Road vol. 2
- 1980 In Person Digital
- 1980 Silk Road Suite
- 1981 Tunhuang / Tonko / Silk Road vol. 3
- 1981 Ki
- 1981 The World of Kitaro
- 1981 Best of Kitaro
- 1982 Queen of Millenia
- 1982 Live in Budokan
- 1983 Ten – Jiku / India / Silk Road vol. 4
- 1983 Silver Cloud
- 1984 Live in Asia
- 1986 Towards the West
- 1986 Tenku
- 1987 The Light of the Spirit
- 1988 Ten Years
- 1990 Kojiki
- 1991 Far East Family Band
- 1991 Kitaro Live in America
- 1992 Dream (album nagrany w duecie z wokalistą zespołu Yes, Jonem Andersonem)
- 1993 Heaven & Earth
- 1994 Mandala
- 1994 Tokusen II
- 1995 An Enchanted Evening [live]
- 1996 Peace on Earth
- 1996 Kitaro's World of Music Featuring Yu-Xiao
- 1996 Kitaro's World of Music Featuring Nawang Kechog
- 1997 Cirque Ingenieux
- 1997 The Soong Sisters
- 1998 Gaia Onbashira
- 1998 Healing Forest
- 1999 Thinking of You
- 1999 Noah's Ark
- 1999 Shikoku Eighty-Eight Temples
- 1999 The Best of Kitaro 2
- 2000 Ancient
- 2001 An Ancient Journey
- 2002 Ashu Chakan / Asian Café / Asian Teahouse
- 2002 Mizu ni inori te
- 2002 Daylight, Moonlight -Live in Yakushiji
- 2003 Sacred Journey of Ku-Kai Vol. 1
- 2003 Ninja Scroll
- 2003 The Best of Silk Road
- 2005 Sacred Journey of Ku-Kai Vol. 2
- 2006 Spiritual Garden
- 2007 Sacred Journey of Ku-Kai Vol. 3
- 2009 Impressions of the West Lake
- 2010 Sacred Journey of Ku-Kai Vol. 4
- 2013 Final Call
- 2016 Asian Cafe
- 2017 Sacred Journey of Ku-Kai Vol. 5